# Caridina thermophila
Caridina thermophila е вид десетоного от семейство Atyidae. Видът е застрашен от изчезване.

## Разпространение и местообитание
Разпространен е в Австралия (Куинсланд).
Обитава сладководни басейни и реки.